# 柴田三兄妹
柴田三兄妹（しばたさんきょうだい）は、柴田雅人・柴田佑梨・柴田愛による兄妹ユニットの津軽三味線奏者。津軽三味線集団『疾風HAYATE』のメンバーとして、また佑梨・愛は姉妹ユニット『ゆりあい』としても活動。

## プロフィール
- 柴田雅人（しばたまさと） 1985年12月31日生まれ　宮城県出身
- 柴田佑梨（しばたゆり） 1987年10月2日生まれ　宮城県出身
- 柴田愛（しばたあい） 1991年11月26日生まれ　宮城県出身

幼い頃に民謡を習い始め、2001年に雅人が15歳で津軽三味線を冨塚孝に師事。雅人の影響で佑梨・愛も津軽三味線を始める。
全国大会に挑戦を始めてから、3名合わせて個人・団体の全国大会で優勝すること延べ40回以上を数える「大会荒し」であった。中でも津軽三味線全日本金木大会団体の部に於いては、前人未踏の五連覇を達成。三味線三丁での演奏を生かし、独創的な楽曲を生み出している。
平成22年度宮城県芸術選奨新人賞受賞。 
2018年に雅人のプロデュースにより佑梨・愛に、白藤ひかり・武田佳泉（輝&輝）と北村まお・北村みり（北村姉妹）とを加えた6人組ユニット『すず音』を結成。同年、津軽三味線みちのく大会、津軽三味線競技会名古屋大会と続けて全国大会団体優勝を果たしている。

## ディスコグラフィ
- 雅人と 佑梨と 愛の音（2016年）SBTS-0001
- 雅人と 佑梨と 愛の音その2（2017年）SBTS-0002